# ハリスバーグ国際空港
ハリスバーグ国際空港(英語:Harrisburg International Airport)はアメリカ合衆国ペンシルベニア州ドーフィン郡ミドルタウンにある民間空港。ハリスバーグの中心地から15kmほどのところにあり、Susquehanna Area Regional Airport Authorityが管理を行っている。空港のIATAコードであるMDTは空港があるミドルタウンに由来しており、南側から空港に着陸する航空機は原子力事故が発生したことで有名なスリーマイル島原子力発電所のすぐ近く、場合によっては真上を通過する。
ハリスバーグ国際空港はその英語名からHIAと略されることもある。ペンシルベニア州では旅客貨物の取扱量がともにフィラデルフィア国際空港、ピッツバーグ国際空港に次いで第3位であるが、州中央部では最も大きな空港である。

## 空港施設と航空機
ハリスバーグ国際空港の面積は275haで、海抜94mに位置する。アスファルトで舗装された3,048m × 60mの滑走路13/31一本を備えており、滑走路13は計器着陸装置のCATⅢが設置されており滑走路視程は600ftである。また地上走行誘導管制システムも導入しており、より視界が悪い状態での地上管制も可能となっている。
2005年度には年間で延べ71,190機、一日当たり195機の航空機が離着陸を行っており、うち54%がエアタクシー、22%がゼネラル・アヴィエーション、13%が定期航空便、12%が軍用機である。またこの空港を拠点としている29機の航空機のうち17%が単発プロペラ機、28%が双発プロペラ機、31%がジェット機、3%がヘリコプター、そして21%が軍用機である。

## 地上交通
ハリスバーグ国際空港では2004年に建設された4階建てのMulti-Modal Transportation Facility(MMTF)が空港アクセスのすべてを担っている。2階～4階は合計で2500台以上を収容できる短期・中期・長期駐車場となっており、1階にはレンタカーの営業所、リムジン乗り場、バスターミナル、ホテルのシャトルバスの発着所、タクシー乗り場などがある。
建物のロビーエリアの1階には6つのレンタカーカウンターやトイレ、飛行機やバスの情報モニターがあり、ベンチが設けられている。ロビーエリアの2階にはターミナルビルと接続する空中回廊が作られており、動く歩道での移動が可能となっている。
また公共交通システムとしてはバスのルート7がハリスバーグ市街や周辺域と空港をつないでいるほか、2009年には新しい鉄道駅がMMTFに建設され鉄道によるアクセスも可能になり、またアムトラックによってキーストーン・コリドールやノースイースト・コリドールといったアメリカ東海岸北部の地域と結ばれる。

## 主な航空会社

### 旅客
| 航空会社                   | 就航地                                                   |
| -------------------------- | -------------------------------------------------------- |
| アメリカン航空             | ダラス、シャーロット                                     |
| アメリカン・イーグル       | ダラス、シャーロット、シカゴ、フィラデルフィア、ボストン |
| デルタ航空                 | アトランタ                                               |
| デルタ・コネクション       | アトランタ、デトロイト                                   |
| ユナイテッド航空           | シカゴ                                                   |
| ユナイテッド・エクスプレス | シカゴ、ワシントンD.C.                                   |
| フロンティア航空           | オーランド                                               |
| アレジアント航空           | フォートローダーデール                                   |

### 貨物
- フェデックス・エクスプレス
- UPS航空
- ABX航空

## 歴史
ハリスバーグ国際空港はもともとアメリカ軍の通信施設として1898年に開業した。その後1918年にアメリカ空軍の前身であるアメリカ軍エア・サービスのオムステッド空軍基地となり軍用機が離着陸を行うようになった。ここではおもにアメリカ空軍の軍用機のメンテナンスを行う施設であったが1969年に閉鎖され、のちにキャピタル・シティ空港より商業便の発着空港が移され新しくハリスバーグ国際空港としてスタートした。新しいターミナルビルはサンフランシスコのトランスアメリカ・ピラミッドをデザインしたことでも有名なウィリアム・ペレイラのデザインのものが1973年に完成した。なおオムステッド空軍が閉鎖された現在でも空港にはペンシルベニア空軍州兵の基地としての機能は残っている。
1998年にアメリカの連邦政府は空港の監督権をSusquehanna Area Regional Airport Authority(SARAA)へと移譲した。このSARAAの委員は近隣のカンバーランド郡、ドーフィン郡、ヨーク郡、ハリスバーグ市、ヨーク市、フェアビュー町、スワタラ町の公務員より選出され、5年の任期で無償で務めている。
現在ハリスバーグ国際空港では1400人の人が働いている。